# Sinoceratops
Sinoceratops („rohatá tvář z Číny“) byl rodem bazálního centrosaurinního marginocefalního dinosaura (ceratopsida), žijícího v období svrchní křídy (asi před 70 miliony let) na území dnešní východní Číny (provincie Šan-tung, geologická skupina Wangshi Group, souvrství Sin-ke-čuang). Šlo o mohutného čtyřnohého býložravce s relativně velkou hlavou a dlouhým krčním límcem. Při délce kolem 5 (možná ale i 7) metrů dosahoval hmotnosti asi 2000 kilogramů.

## Význam

Velikostní porovnání sinoceratopse s člověkem.

Sinoceratops je významný především tím, že je prvním popsaným ceratopsidem z Asie (resp. mimo Severní Ameriku). Byl objeven v roce 2008 a popsán o dva roky později jako S. zhuchengensis. Patří mezi centrosauriny, v mnoha ohledech se však podobá spíše podčeledi chasmosaurinů (velikost a některé lebeční znaky). Žil ve stejných ekosystémech jako velký tyranosaurid Zhuchengtyrannus nebo obří hadrosaurid Shantungosaurus.